# إندستريال روك
إندستريال روك (بالإنجليزية: Industrial rock)‏ هو نوع من موسيقى الروك بدأ في منتصف السبعينات من القرن العشرين، يختلف عن أنواع الروك الأخرى باحتوائه على أصوات روبوتات، يتميز هذا النوع كذلك بكلمات أغانٍ شديدة، وأول فرقة عزفت بهذا النوع الموسيقي هي «ثروبينغ غريستل (Throbbing Gristle)».